# Estación de Villaverde Bajo
Villaverde Bajo es una estación de ferrocarril española situada en el barrio homónimo al sur del municipio de Madrid, en la Comunidad de Madrid. Las instalaciones forman parte de las líneas C-3 y C-4 de la red de Cercanías Madrid. 
La estación de Villaverde Bajo constituye un importante nudo ferroviario en el que se bifurcan varias líneas férreas y ramales de carácter industrial, lo que se traduce en la existencia de un importante tráfico tanto de pasajeros como de mercancías. Además, en las inmediaciones se encuentra situado el denominado complejo ferroviario de Villaverde, que dispone de una estación de clasificación, un taller central de reparaciones (TCR), centros de mantenimiento, depósito de locomotoras, etc. Todo ello hace que el área de Villaverde Bajo goce de una gran importancia dentro de la red férrea española.

## Situación ferroviaria
La estación, que se encuentra a 577,8 metros de altitud, forma parte de los trazados de las siguientes líneas férreas:
- Línea férrea de ancho ibérico Madrid-Valencia, punto kilométrico 7,2.[1]
- Línea férrea de ancho ibérico Madrid-Valencia de Alcántara, punto kilométrico 7,2.[1]
- Línea férrea de ancho ibérico Santa Catalina-Villaverde Bajo, punto kilométrico 1,9.[1]
- Línea férrea de ancho ibérico San Cristóbal Industrial-Villaverde Bajo, punto kilométrico 0,0.[1]
- Línea férrea de ancho ibérico Villaverde Bajo-Vallecas Industrial, punto kilométrico 7,2.[1]

Históricamente, la estación también formó parte de la línea Madrid-Ciudad Real, hoy desmantelada en su casi totalidad.

## Historia
La primitiva estación de ferrocarril de Villaverde Bajo se inauguró el 9 de febrero de 1851 con la puesta en marcha de la línea férrea Madrid-Aranjuez, segundo trazado ferroviario peninsular tras la apertura de la línea Barcelona-Mataró y embrión de las futuras radiales hacia Extremadura, Andalucía y Alicante. Las obras corrieron a cargo de la Compañía Anónima del Camino de Hierro de Madrid a Aranjuez que presidía el Marqués de Salamanca, sociedad que algunos años más tarde se integraría en la Compañía de los Ferrocarriles de Madrid a Zaragoza y Alicante (MZA). 

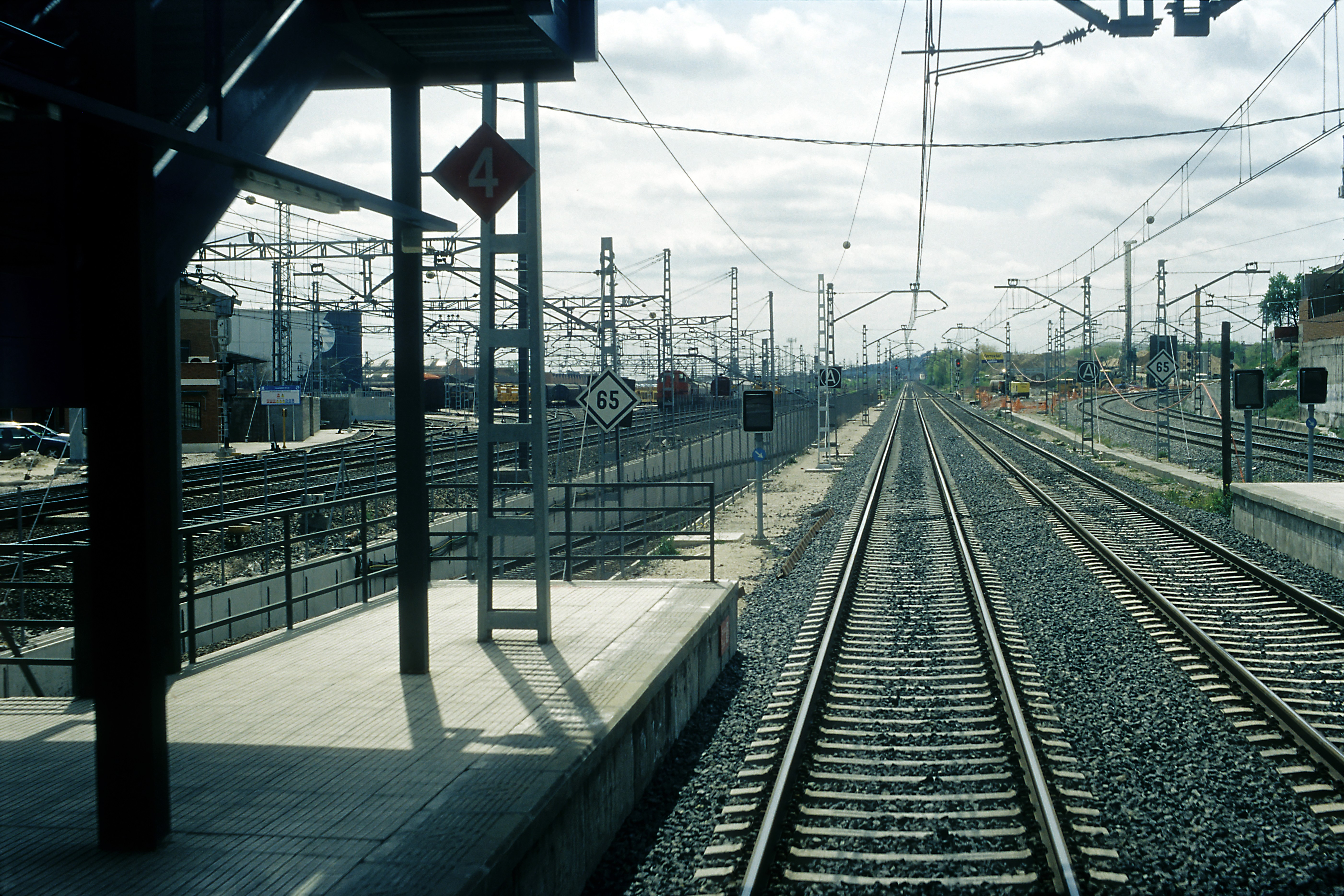
Playa de vías de Villaverde Bajo en dirección a Aranjuez, en 2002.

En torno al ferrocarril fueron estableciéndose un gran número de industrias. En sus orígenes las instalaciones ferroviarias tuvieron solo la consideración de apartadero, que tiempo después recibiría la denominación de «Villaverde-Alicante» para diferenciarla de la otra estación que se abrió en el entonces municipio de Villaverde. En 1906 una real orden fijó el cambio de denominación a «Villaverde Bajo», nombre que ha mantenido hasta la actualidad. Las instalaciones adquirieron la categoría de estación el 1 de junio de 1931. En 1941, con la nacionalización de los ferrocarriles de ancho ibérico, las instalaciones pasaron a manos de RENFE.
La primera estación de dos plantas con anexos laterales de menor altura y vanos adintelados sufrió diversos avatares y reconstrucciones a lo largo de su historia hasta la construcción del recinto actual, ubicado unos metros más al sur que las construcciones anteriores.
Desde enero de 2005 Renfe Operadora explota la línea mientras que Adif es la titular de las instalaciones ferroviarias.

## Servicios ferroviarios

### Cercanías
| procedencia/destino                   | < estación | Línea | estación >                   | destino/procedencia |
| ------------------------------------- | ---------- | ----- | ---------------------------- | ------------------- |
| Chamartín                             | Atocha     |       | San Cristóbal de los Ángeles | Aranjuez            |
| Alcobendas-San Sebastián de los Reyes | Atocha     |       | Villaverde Alto              | Parla               |
| Colmenar Viejo                        | Atocha     |       | Villaverde Alto              | Parla               |

La estación forma parte de las líneas C-3 y C-4 de la red de Cercanías Madrid. En días laborables la frecuencia media es un tren cada seis minutos.

## Conexiones

### Autobuses
| Diurnos |                    |                                                                |
| Línea   | Destino            | Parada                                                         |
| 85      | Estación de Atocha | 1449 VILLAVERDE BAJO CERCANÍAS (C/ Concepción de la Oliva, 13) |
| 123     | Legazpi            | 1449 VILLAVERDE BAJO CERCANÍAS (C/ Concepción de la Oliva, 13) |
| 85      | Butarque           | 4980 VILLAVERDE BAJO CERCANÍAS (C/ Eduardo Maristany, 9)       |
| 123     | Butarque           | 4980 VILLAVERDE BAJO CERCANÍAS (C/ Eduardo Maristany, 9)       |

| Diurnos |                  |                                                                |          |
| Línea   | Destino          | Parada                                                         | Operador |
| 411     | Madrid (Legazpi) | 1449 VILLAVERDE BAJO CERCANÍAS (C/ Concepción de la Oliva, 13) | La Veloz |
| 411     | Perales del Río  | 4980 EDUARDO MARISTANY-VICENTE CARBALLAL                       | La Veloz |

## Distribución de las vías
| vía | líneas / destinos           | observaciones |
| --- | --------------------------- | ------------- |
| 1   | Parla                       |               |
| 2   | Sol - Colmenar Viejo        |               |
| 2   | Sol - Alcobendas S.S. Reyes |               |
| 3   | Aranjuez                    |               |
| 4   | Sol - Chamartín             |               |
| 5   |                             |               |
|     |                             |               |